# Plagioscion
Genre
Plagioscion est un genre de poissons de l'ordre des Perciformes et de la famille des Sciaenidae.

## Liste d'espèces
Selon ITIS (14 déc. 2015) :
- Plagioscion auratus (Castelnau, 1855)
- Plagioscion casattii Aguilera & Rodrigues de Aguilera, 2001
- Plagioscion microps Steindachner, 1917
- Plagioscion montei Soares & Casatti, 2000
- Plagioscion pauciradiatus Steindachner, 1917
- Plagioscion squamosissimus (Heckel, 1840)
- Plagioscion surinamensis (Bleeker, 1873)
- Plagioscion ternetzi Boulenger, 1895

Selon World Register of Marine Species (14 déc. 2015) :
- Plagioscion pauciradiatus Steindachner, 1917
- Plagioscion surinamensis (Bleeker, 1873)